# Marinus Ruppert
Marinus Ruppert (Amsterdam, 1 september 1911 – Wassenaar, 27 februari 1992) was een voorman van de christelijke vakbeweging, die opklom van tuindersknecht tot 'onderkoning' (vicepresident van de Raad van State). Ruppert was lid van de Anti-Revolutionaire Partij.
Na de mulo ging Ruppert naar de middelbare tuinbouwschool, die hij in één jaar voltooide (twee jaar was gebruikelijk). Na een paar jaar als landarbeider werkzaam te zijn geweest werd hij lid van het hoofdbestuur van de Nederlandsche Christelijke Landarbeidersbond. Van 1940 tot juli 1941 was hij voorzitter van die bond. Daarna ging hij in het verzet en van 1967 tot 1974 was hij de coördinator van de Nederlandse stay-behindorganisatie Operatiën & Inlichtingen (O&I).
Na de oorlog werd hij opnieuw vakbondsbestuurder. Na een korte periode als lid van de Utrechtse gemeenteraad werd hij gekozen tot voorzitter van de grootste christelijke vakbond, het CNV (1947-1959). Ook was hij lid van de Eerste Kamer (1956-1959). Na zijn afscheid als CNV-voorzitter werd hij benoemd in de Raad van State.
Ruppert kan worden getypeerd als een zelfverzekerde vakbondsleider, autodidact, die van huis uit vertrouwd was met de christelijke arbeidsbeweging. Hij was een uitstekend onderhandelaar, maar publiceerde ook over Luther. Hij gebruikte de Eerste Kamer mede om bij te praten met collega-voorzitters van NVV en KAB. Ruppert was samen met Jaap Burger de architect van het kabinet-Den Uyl.
Van 1973-1980 was hij vicepresident van de Raad van State. Het besluit over een voordracht voor een opvolger van de vertrekkende Louis Beel zou eigenlijk genomen moeten worden door het kabinet-Biesheuvel II. Die kon echter geen keuze maken. Bij een stemming in de ministerraad over de kandidaatstelling van Ruppert staakten de stemmen. Er was twijfel of Ruppert voldoende kennis bezat, aangezien hij slechts diploma's had voor de mulo en de Middelbare Landbouwschool. Uiteindelijk werd de beslissing overgelaten aan het kabinet-Den Uyl. Die koos alsnog voor Ruppert.
Na zijn vice-presidentschap werd Ruppert benoemd tot minister van Staat.
In 1970 werd hem een eredoctoraat in de rechtsgeleerdheid verleend door de Vrije Universiteit te Amsterdam.
In 2001 werd het oudste gebouw op de Utrechtse Uithof, Transitorium I, hernoemd tot het Marinus Ruppertgebouw.